# Erik Hansen (kajakarz)
Erik Rosendahl Hansen  (ur. 15 listopada 1939 w Randers, zm. 29 września 2014) – duński kajakarz. Trzykrotny medalista olimpijski.
Specjalizował się w kajakowej jedynce. Brał udział w czterech igrzyskach (IO 60, IO 64, IO 68, IO 72), na dwóch zdobywał medale. W 1960 triumfował na dystansie 1000 metrów i wspólnie z kolegami był trzeci w – jedyny raz rozgrywanej na igrzyskach – sztafecie. Trzeci medal, brązowy, wywalczył w 1968. Pięć razy stawał na podium mistrzostw świata, raz sięgając po złoto (K-1 1000 m: 1963) i cztery razy po srebro (K-1 500 m: 1963, 1966; K-1 1000 m: 1966, K-1 10000 m: 1970.